# Ana Miranda Paz
Ana María Miranda Paz (Cuntis, 2 de maig de 1971) és una política i jurista gallega. Va ser diputada del BNG al Parlament Europeu en la 7a legislatura, des de l'1 de gener de 2012 al 9 de juliol de 2013, en la 8a, des de 2014 fins a 2019, i en la novena, des de 2022. Va formar part del grup parlamentari Els Verds/Aliança Lliure Europea.
De cara a les eleccions al Parlament Europeu de 2014 va ser en el lloc número dos de la llista electoral Els Pobles Decideixen, coalició d'Euskal Herria Bildu, el BNG i altres forces nacionalistes d'Astúries, Canàries i l'Aragó. La candidatura només va obtenir un diputat, però segons els pactes de la coalició, Josu Juaristi d'EH Bildu, li cedí l'escó a meitat de legislatura.
A les eleccions al Parlament Europeu de 2019 Pernando Barrena va ser elegit eurodiputat a la llista Ara Repúbliques i va exercir fins a setembre de 2022, quan va cedir el seu escó a Ana Miranda Paz] en compliment dels pactes de la coalició.
Miranda és jurista experta en dret comunitari i té una llarga experiència al Parlament Europeu. Va estudiar dret a la Universitat de Santiago de Compostel·la i en la de Passau (Alemanya), especialitzant-se en dret europeu a les universitats de la Corunya i a la Universitat de Lovaina (Bèlgica). Resideix a Vigo.